# طولکرم
طولکرم مرکز استان طولکرم در کرانه باختری است که در فلسطین قرار دارد.